# حسين شمس
حسين شمس (بالفارسية: حسین شمس) هو لاعب كرة قدم ومدرب كرة قدم إيراني، ولد في 6 أبريل 1961 في ساوة في إيران.